# Hao Yun
Hao Yun (en xinès: 郝运) (n. Hebei, 23 de juny de 1995) és un nedador xinès i medallista olímpic als Jocs Olímpics de Londres 2012.

## Biografia
Va nedar als Jocs Olímpics de Londres 2012 en dues modalitats. Va debutar als 400 m lliure, arribant a la final i quedant en quarta oposició amb un temps de 3:46.02 i a menys d'un segon d'aconseguir medalla de bronze, obtinguda per Peter Vanderkaay. També va nedar la prova de 4 x 200 m lliure, on de nou va arribar a la final al costat de Li Yunqi, Jiang Haiqi i Sun Yang, però amb millor fortuna després d'obtenir la medalla de bronze amb un temps de 7:06.30. A final d'any va competir també al Campionat Mundial de Natació en Piscina Curta de 2012, guanyant la medalla de plata en els 400 m lliure després de Paul Biedermann. També va nedar al Campionat Mundial de Natació de 2013 celebrat a Barcelona, guanyant una altra medalla de bronze en els 4x200 m lliure.